# Amancio Amaro
Amancio Amaro Varela, (n. 16 octombrie 1939, A Coruña, Galicia, Spania – d. 21 februarie 2023, Madrid, Spania) cunoscut ca Amancio, a fost un jucător spaniol de fotbal. Poreclit El Brujo (Vrăjitorul) a jucat la Deportivo de La Coruña, Real Madrid și la naționala Spaniei.

## Palmares

### Club
- Real Madrid
  - Primera Division
  - Copa del Rey: 1970, 1974, 1975
  - Cupa Campionilor Europeni: 1966[5]
  - Ramon de Carranza Trophy
  - Teresa Herrera Trophy
  - Palma de Mallorca Trophy
  - Nuevo Colmbino Trophy
  - Mohamed V Trophy

### Țara
- Spania
  - Campionatul European de Fotbal: 1964

### Individual
- Pichichi: 1969-1970,1970–1971
- Ballon d'Or: Locul trei